# Katedra w Guadalajarze
Katedra w Guadalajarze (hiszp. Catedral Basílica de la Asunción de María Santísima, Bazylika mniejsza Wniebowzięcia Najświętszej Maryi Panny) – mieści się w Guadalajarze, w stanie Jalisco w Meksyku, jest rzymskokatolicką katedrą archidiecezji guadalajarskiej i bazyliką mniejszą. Wybudowana w stylu renesansowym z neogotyckimi wieżami.
Wybudowana w latach 1561–1618. W 1854 wybudowano nowe wieże w stylu neogotyckim, poprzednie zostały zniszczone w wyniku trzęsienia ziemi. Wielokrotnie była przez nie niszczona w 1932, 1957, 1979, 1985, 1995 i 2003.